# 鬼貫警部
鬼貫警部（おにつらけいぶ）は、鮎川哲也の小説に登場する架空の警察官。
警視庁刑事部捜査一課の警部で、主に丹那（たんな）刑事とコンビを組む。アリバイ崩しを得意とし、主な登場作品に『ペトロフ事件』『黒いトランク』など。

## 人物像
初登場は鮎川哲也の処女長編でもある『ペトロフ事件』。この作品では戦前の満州国および南満州鉄道を舞台としており、当時鬼貫は満州国のハルビン市警察局出向を経て大連の関東州警察沙河口警察署に出向していた。この作品で年齢は35歳、独身。次に登場する長編『黒いトランク』以後は戦後の設定となっており、鬼貫は警視庁刑事部に戻っている。初期には警部補時代の活躍を描いた短編が2作ある。
その登場する作品はほとんどがアリバイ崩しであり、クロフツ流の「足」による地道な捜査を基本方針とするが、持前の想像力と演繹的推理によって捜査に新局面をもたらすことも少なくない。
鬼貫という姓は、俳人上島鬼貫からとったもので、名前は決まっていない。音楽やロシア語の知識が豊富であり、時として捜査にも活かされているが、音楽は作者自身の趣味を反映したものである。また『戌神はなにを見たか』では国分寺に家があるが、この設定は1953年に同人雑誌『密室』に発表された中編「呪縛再現」にすでに出ている。この作品は『りら荘事件』として長編化された際に鬼貫の出番は削除されたが、しばしば中編作品が長編となる場合に鬼貫が登場するように改稿されることが多い。
名探偵星影龍三や三番館のバーテンと並ぶ鮎川作品のシリーズ探偵として後進の推理作品の中でも度々言及され、場合によっては作中に登場することもある。

## 登場作品

### 長編
- ペトロフ事件（1950年）
- 黒いトランク（1956年）
- 憎悪の化石（1959年）
- 黒い白鳥（1959年）
- 人それを情死と呼ぶ（1961年）
- 砂の城（1963年）
- 偽りの墳墓（1963年）
- 死のある風景（1965年）
- 宛先不明（1965年）
- 準急ながら（1966年）
- 積木の塔（1966年）
- 鍵孔のない扉（1969年）
- 風の証言（1971年）
- 戊神はなにを見たか（1976年）
- 沈黙の函（1978年）
- 王を探せ（1979年）
- 死びとの座（1983年）

### 短編
- 楡の木荘の殺人（1951年）
- 悪魔が笑う（1951年）
- 呪縛再現（1953年）
- 緋紋谷事件（1955年）※後に「碑文谷事件」と改題
- 一時一〇分（1956年）
- 白昼の悪魔（1956年）
- 青いエチュード（1956年）
- 誰の屍体か（1957年）
- 五つの時計（1957年）
- 早春に死す（1958年）
- 愛に朽ちなん（1958年）
- 二ノ宮心中（1958年）※後に「見えない機関車」と改題
- 不完全犯罪（1960年）
- 急行出雲（1960年）
- 死のある風景（1961年）
- 下り“はつかり”（1962年）
- 古銭（1962年）
- 偽りの墳墓（1962年）
- わるい風（1963年）
- 暗い穽（1964年）
- 金貨の首飾りをした女（1966年）
- 夜の訪問者（1967年）
- いたい風（1969年）
- 殺意の餌（1970年）
- 城と塔（1971年）
- わらべは見たり(1971年)
- MF計画（1974年）
- まだらの犬（1975年）
- 首（1976年）

## テレビドラマ

### 人それを情死と呼ぶ
「人それを情死と呼ぶ」はシリーズ作品含め何度もドラマ化されているが、鬼貫警部が登場しないことも多い。
※「刑事・鬼貫八郎」シリーズは下記参照。
- 人それを情死と呼ぶ（1961年3月11日、TBS「グリーン劇場」枠、主演：三ツ矢歌子）
- 人それを情死と呼ぶ（1962年10月26日、テレビ朝日「ミステリーベスト21」、主演：中川弘子）
- 人それを情死と呼ぶ（1977年11月12日、テレビ朝日「土曜ワイド劇場」枠、主演：佐久間良子）
- 疑惑の女（1983年10月31日 - 12月2日、フジテレビ「ライオン午後のサスペンス」枠、全25話、主演：早乙女愛）
- 特選サスペンス 人それを情死と呼ぶ（1996年6月24日、TBS「月曜ドラマスペシャル」枠、主演：栗原小巻）

### 刑事・鬼貫八郎シリーズ
1993年から日本テレビ系の「火曜サスペンス劇場」にて、「刑事・鬼貫八郎」というシリーズが放送されている。全18作。このシリーズは「火曜サスペンス劇場」の終了に合せて、2005年に終了した。
作者には無断で鬼貫に「八郎」という名前がつけられており、所属が警視庁刑事部ではなく東中野警察署刑事課となっている。このほか鬼貫が糖尿病を持病としているほか、家族（妻・娘）がいるという設定になっている。

## パロディ
- 小林信彦の小説「オヨヨ」シリーズ、および「神野推理」シリーズに鬼面警部と旦那（だんな）刑事が登場する。